# Pullman (Virginia Occidental)
Pullman es un pueblo ubicado en el condado de Ritchie en el estado estadounidense de Virginia Occidental. En el Censo de 2010 tenía una población de 154 habitantes y una densidad poblacional de 244,69 personas por km².

## Geografía
Pullman se encuentra ubicado en las coordenadas 39°11′17″N 80°56′56″O / 39.18806, -80.94889. Según la Oficina del Censo de los Estados Unidos, Pullman tiene una superficie total de 0.63 km², de la cual 0.63 km² corresponden a tierra firme y (0%) 0 km² es agua.

## Demografía
Según el censo de 2010, había 154 personas residiendo en Pullman. La densidad de población era de 244,69 hab./km². De los 154 habitantes, Pullman estaba compuesto por el 99.35% blancos, el 0% eran afroamericanos, el 0% eran amerindios, el 0% eran asiáticos, el 0% eran isleños del Pacífico, el 0% eran de otras razas y el 0.65% pertenecían a dos o más razas. Del total de la población el 0% eran hispanos o latinos de cualquier raza.